# Кая (штат)
Кая́ (Кайя; называется также Каренни) — штат (национальный округ) в Мьянме на юго-востоке страны. Граничит с Таиландом и со штатами (национальными округами) Шан и Карен. Находится между 18° 30' и 19° 55' с. ш. и между 94°40' и 97° 93' в. д. Административный центр — город Лойко. Население 349 875 чел. Плотность населения — 29,82 чел./км².
Население преимущественно кая — народность, которых называют также красные карены или каренни, принадлежат к группе каренов сино-тибетской языковой семьи.

## История
До 1948 года на территории штата существовало три каренских княжества:
- Болакхе (Bawlake) — 1471,1 км², 13 802 чел. (1931)
- Кантаравадди (Kantarawaddy) — 8187 км², 30 677 чел. (1931)
- Чебоджи (Kyebogyi) — 2046,1 км², 14 282 чел. (1931)

В августе 1948 руководитель Каренни У Би Тху был убит милицией центрального правительства за его несогласие вступить в Бирманский Союз. В государство были введены войска, которые стоят там до сих пор.
5 октября 1951 государство Каренни было переименовано в Кая. В 1952 году в его состав было включено бывшее шанское княжество Монгпе (Mong Pai).
В 1957 сторонники независимости сформировали партию Национальную Прогрессивную Партию Каренни (KNPP), которая поддерживалась новосозданной Армией Каренни (KA). Эта армия продолжает сопротивление до настоящего времени, разве что за исключением короткого периода прекращения огня в 1995. Против ней выступают партии Новая Земельная Партия Кайя (KNLP) и Фронт Национального Освобождения Каренни (KNPLF), которые сейчас вступили в союз с центральным правительством Бирмы.
В 1976 правящая в Бирме военная хунта SLORC предприняла акцию по насильственному переселению деревень каренни, чтобы лишить сопротивляющуюся армию поддержки, в нарушение гражданских прав населения. При этом переселяемые лица не получали адекватной компенсации и попадали в места, лишённые нормального водоснабжения и привычной инфраструктуры, включая медицинское обслуживание. По оценкам, переселению подверглось 50 000 каренни. Тысячи человек бежали в Таиланд.
Хотя переговоры о прекращении огня регулярно возобновляются, на 2005 год окончательного соглашения не найдено и вооружённые столкновения то и дело возникают снова.

## Демография
В штате Кайя выделяют десять этнических групп, традиционно проживающих на этой территории.
По языкам выделяются следующие народы:
1. Кая (красные карены)
2. Падаунг (каян) — знаменитые «женщинами-жирафами», которые вытягивают шею с помощью железных колец
3. Бве
4. Геба (белые карены)
5. Ману (манумано)
6. Йинтале (янтале)
7. Заейн (латха)
8. лахта)
9. Геко
10. Йинбо
11. Паку

## Административное деление
Административный центр штата — город Лойко (Loikaw). Штат состоит из двух округов (Болакхе и Лойко), которые поделены на семь районов, в которые входят 106 посёлков и деревень.
Районы штата:
1. Болакхе (Bawlakhe)
2. Демосо (Demoso)
3. Хпасаунг (Hpasawng)
4. Хпрусо (Hpruso)
5. Лойко (Loikaw)
6. Месе (Mese)
7. Шадоу (Shadaw)

## Экономика
В штате Кайя основная культура — рис, развита ирригация. Кроме того выращивают кукурузу, сезам, чеснок, земляной орех и овощи. Добывают минералы — алебастр, олово и вольфрам. Ценные породы древесины — тик и сосна. Нелегальная лесозаготовка привела к тому, что площадь лесов резко сократилась. На водопаде Лопита построена ГЭС, которая производит 20 % всей электроэнергии Бирмы, поэтому имеет высокое стратегическое значение. ГЭС была построена японцами после периода японской оккупации в виде репарации.
Теоретически штат мог бы стать хорошим центром туризма из-за красивой природы, гор и интересных местных обычаев. Однако политическая ситуация не даёт развернуть туризм широко. Кроме того имеются трудности в транспорте и коммуникациях. В настоящее время для посещения округа иностранцами требуется разрешение, которое не всегда выдаётся военными властями. Обычно такое разрешение охватывает район окрестности 25 км от столицы Лойко. Фактически правительство держит под своим твёрдым контролем только столицу штата и часть западных территорий.